# WASP-4b
WASP-4b는 봉황새자리 방향으로 지구에서 1,000광년 떨어져 있는 외계 행성이다. 2007년 10월 이 행성이 어머니 항성 WASP-4의 주위를 돌고 있는 것이 발견되었다. 행성의 질량과 반지름으로 미루어 보아 목성과 비슷한 가스 행성이라고 추측된다. WASP-4b는 항성에 가까이 붙어서 돌기 때문에 뜨거운 목성으로 분류할 수 있으며 대기 온도는 약 1761 켈빈까지 올라간다.
이 행성은 WASP 프로젝트에서 남아프리카 공화국 소재 카메라들을 사용하여 발견된 최초의 외계 행성이다.

## 같이 보기
- 뜨거운 목성
- SuperWASP
- WASP-1b

## 참고 문헌
1. ↑  SIMBAD. “Object query : WASP 4”. 2008년 7월 12일에 확인함.
2. 1 2  UK planet hunters announce three new finds 보관됨 2008-05-16 - 웨이백 머신, press release, WASP project.
3. ↑  WASP-4b: A 12th Magnitude Transiting Hot Jupiter in the Southern Hemisphere, D. M. Wilson et al., Astrophysical Journal 675, #2 (March 2008), pp. L113–L116. doi:10.1086/586735.